# Nordhordland
- Nordhordland
- Midthordland
- Sunnhordland
- Hardanger
- Voss

Nordhordland est un district traditionnel de l’Ouest de la Norvège au Nord de Bergen.
Il inclut les communes de Austrheim, Fedje, Alver, Masfjorden, Modalen, Osterøy et Vaksdal. Le centre du Nordhordland est Knarvik avec son centre commercial et son lycée.
Le tissu économique du Nordhordland était historiquement tourné vers l'agriculture, la pêche et l'industrie, mais le secteur pétrolier est désormais fortement représenté, en particulier à Mongstad. Les communes de Masfjorden, Modalen et Vaksdal sont de grandes productrices d'hydroélectricité. 
Au centre de Vaksdal, à Dale se situe l'une des plus importantes usines de tricot de Norvège, vestige d'une industrie qui faisait autrefois vivre tout le comté. Le moulin de Vaksdal était le plus important du pays.
Le landskap fait désormais partie de la région du grand Bergen, à laquelle il est relié via le pont du Nordhordland sur l'E39, et le pont d'Osterøy. La ligne de Bergen et l'E16 passent à travers Vaksdal en direction de Voss.
Le dialecte parlé est le strilemål, aussi nommé nordhordlandsmål. Il est partagé avec les communes de l'Ouest du Midthordland.